# Göran Lindström
Bernt Göran Lindström, född 1 mars 1943 i Lund, är en svensk filmproducent.

## Produktioner i urval (producent)
- 1977 – Ärliga blå ögon
- 1980 – Prins Hatt under jorden
- 1981 – Göta kanal
- 1984 – Mannen från Mallorca
- 1986 – Bröderna Mozart
- 1986 – Älska mej
- 1986 – Ormens väg på hälleberget
- 1987 – Mio min Mio
- 1987 – Svart gryning
- 1988 – Livsfarlig film
- 1989 – Badhuset
- 1990 – Från de döda
- 1991 – Härlig är jorden
- 1995 – Kristin Lavransdotter
- 1995 – Höst i paradiset
- 1995 – Glädjekällan
- 1997 – Spring för livet
- 1999 – Ögat
- 2000 – Födelsedagen
- 1999 – Där regnbågen slutar
- 2002 – Hjortronstället
- 2004 – Så som i himmelen
- 2005 – Miraklet i Småland
- 2005 – Min frus förste älskare
- 2006 – Göta Kanal 2
- 2006 – Frostbiten
- 2008 – Rallybrudar
- 2009 – Göta kanal 3 – Kanalkungens hemlighet
- 2015 – Så ock på jorden
- 2019 – Fågelfångarens son
- 2022 – Göta kanal 4 – Vinna eller försvinna